# Hi, Hi, Hi
Singles de Paul McCartney et les Wings
Mary Had a Little Lamb
(1972) My Love
(1973)
Hi, Hi, Hi est une chanson de Paul McCartney et les Wings parue en single en 1972. Composée par Paul et Linda McCartney, elle marque le retour à du rock plus vif et populaire, après l'enfantine Mary Had a Little Lamb. Pour ses paroles aux connotations sexuelles, la chanson est censurée sur les ondes de la BBC au profit de sa face B, C Moon.
Le disque connaît cependant un grand succès avec une cinquième place britannique et une dixième position dans les charts américaines. Ce succès annonce la réussite de l'année 1973 pour le groupe avec les albums Red Rose Speedway et surtout Band on the Run.
Hi, Hi, Hi et C Moon s'inscrivent rapidement dans le répertoire live de McCartney, avec les Wings ou en solo. On les retrouve donc sur plusieurs albums live et compilations.